# Якамара панамська
Якамара панамська (Brachygalba salmoni) — вид дятлоподібних птахів родини якамарових (Galbulidae).

## Поширення
Вид поширений на північному заході Колумбії та сході Панами. Живе у тропічних та субтропічних низовинних дощових лісах.

## Опис
Дрібних птах, завдовжки до 18 см. Верхня частина тіла, груди і боки чорного забарвлення з темно-зеленуватими тонами. Вершина голови червонувато- коричнева; груди блискучі; горло білувате, а черево і нижня частина грудей коричневі. Дзьоб завдовжки до 5 см.

## Спосіб життя
Живиться комахами, на яких полює у польоті.